# Jamie Benn
Jamie Benn (ur. 18 lipca 1989 w Victorii, Kolumbia Brytyjska) – kanadyjski hokeista, reprezentant Kanady, olimpijczyk.
Jego brat Jordie (ur. 1987) także został hokeistą.

## Kariera klubowa
- Peninsula Panthers (2004–2006)
- Victoria Salsa (2006)
- Victoria Grizzlies (2006–2007)
- Kelowna Rockets (2007–2009)
- Dallas Stars (od 2009)
  -  Texas Stars (2010)
  -  Hamburg Freezers (2012−2013)

Jest wychowankiem klubu Peninsula Eagles. Grał w kanadyjskich juniorskich: VIJHL i BCHL. W drafcie NHL z 2007 został wybrany przez Dallas Stars, po czym zagrał dwa sezony w kanadyjskiej lidze juniorskiej WHL w ramach CHL w drużynie Kelowna Rockets. Od 2009 gra w drużynie Dallas Stars w lidze NHL. Równolegle w 2010 epizodycznie zagrał zespole farmerskim w Texas Stars w fazie play-off sezonu lidze AHL od października 2012 do stycznia 2013 na okres lokautu w sezonie NHL (2012/2013) był tymczasowo związany kontraktem z niemieckim klubem Hamburg Freezers w lidze DEL. W styczniu 2013 przedłużył kontrakt z Dallas Stars o pięć lat. We wrześniu 2013 przed sezonem NHL (2013/2014) został wybrany kapitanem drużyny. W lipcu 2016 przedłużył umowę z klubem o osiem lat.

## Kariera reprezentacyjna
Jest reprezentantem Kanady. W kadrze juniorskiej zagrał w turnieju mistrzostw świata juniorów do lat 20 w 2009. W kadrze seniorskiej uczestniczył w turniejach mistrzostw świata w 2012 oraz zimowych igrzysk olimpijskich 2014.

## Sukcesy

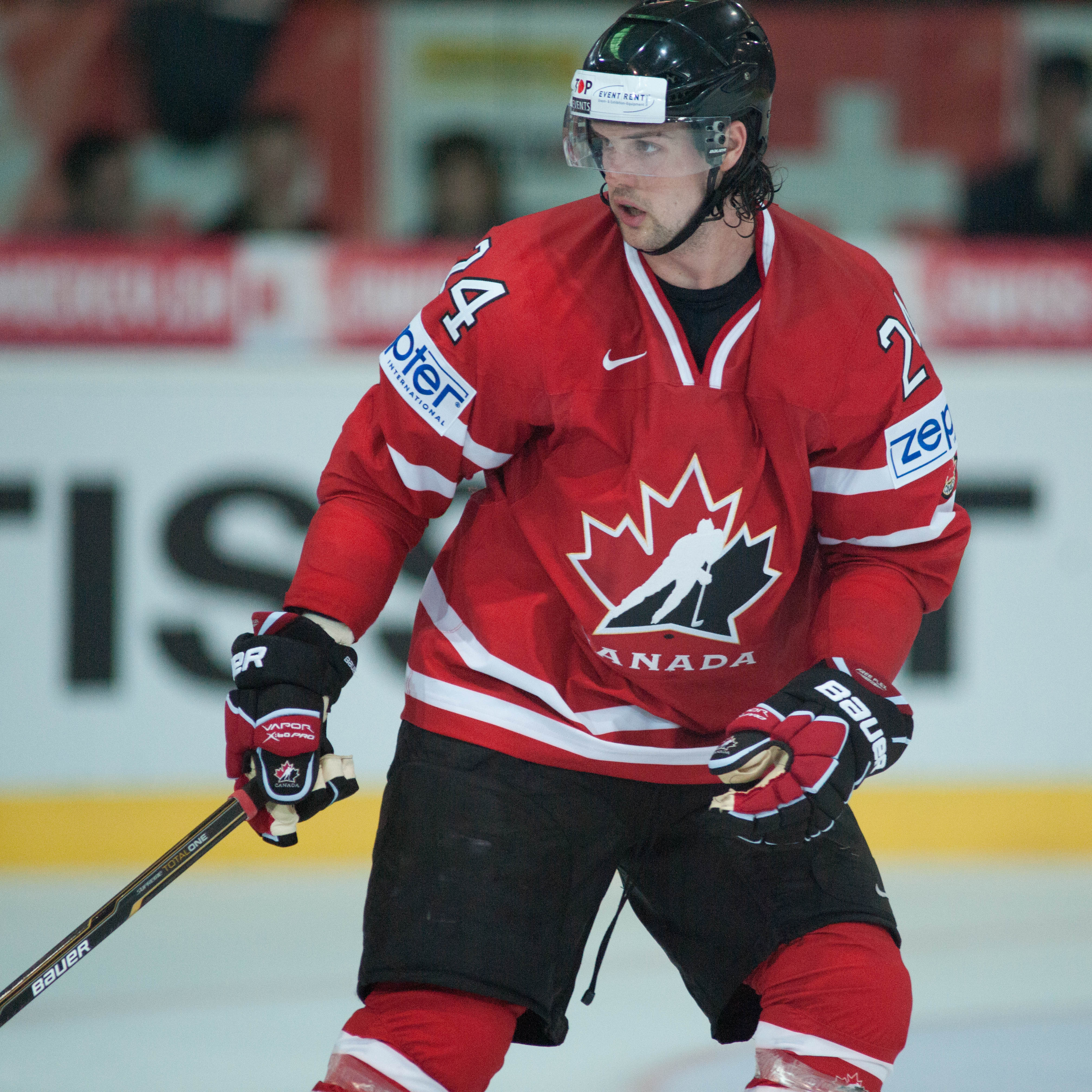
Jamie Benn w barwach Kanady (2012)

Reprezentacyjne
- Złoty medal mistrzostw świata juniorów do lat 20: 2009
- Złoty medal zimowych igrzysk olimpijskich: 2014

Klubowe
- Ed Chynoweth Cup - mistrzostwo WHL: 2009 z Kelowna Rockets
- Mistrzostwo konferencji AHL: 2010 z Texas Stars
- Robert W. Clarke Trophy: 2010 z Texas Stars

Indywidualne
- Sezon BCHL (Coastal) 2006/2007:
  - Najlepszy pierwszoroczniak
- Sezon WHL 2007/2008:
  - Pierwsze miejsce w klasyfikacji strzelców wśród pierwszoroczniaków: 33 gole
- Sezon WHL i CHL 2008/2009:
  - Pierwsze miejsce w klasyfikacji strzelców w fazie play-off: 13 goli
  - Pierwsze miejsce w klasyfikacji asystentów w fazie play-off: 20 asyst
  - Pierwsze miejsce w klasyfikacji kanadyjskiej w fazie play-off: 33 punkty
  - Najbardziej Wartościowy Zawodnik (MVP) w fazie play-off WHL
  - Pierwszy skład gwiazd WHL (Zachód)
  - Ed Chynoweth Trophy - pierwsze miejsce w klasyfikacji kanadyjskiej turnieju Memorial Cup 2010: 9 punktów
  - Skład gwiazd turnieju Memorial Cup 2009
- Sezon AHL 2009/2010:
  - Pierwsze miejsce w klasyfikacji strzelców w fazie play-off: 14 goli
  - Pierwsze miejsce w klasyfikacji strzelców w fazie play-off wśród pierwszoroczniaków: 14 goli
  - Pierwsze miejsce w klasyfikacji asystentów w fazie play-off wśród pierwszoroczniaków: 12 asyst
  - Pierwsze miejsce w klasyfikacji kanadyjskiej w fazie play-off wśród pierwszoroczniaków: 26 punktów
- Sezon NHL (2011/2012):
  - NHL All-Star Game
- Mistrzostwa Świata w Hokeju na Lodzie 2012/Elita:
  - Pierwsze miejsce w klasyfikacji liczby zwycięskich goli w turnieju: 2
- Sezon NHL (2014/2015):
  - NHL All-Star Game
  - Art Ross Memorial Trophy - pierwsze miejsce w klasyfikacji kanadyjskiej w sezonie zasadniczym: 87 punktów
  - Drugi skład gwiazd sezonu
- Sezon NHL (2015/2016):
  - NHL All-Star Game